# Cavacoa quintasii
Cavacoa quintasii är en törelväxtart som först beskrevs av Ferdinand Albin Pax och Käthe Hoffmann, och fick sitt nu gällande namn av Jean Joseph Gustave Léonard. Cavacoa quintasii ingår i släktet Cavacoa och familjen törelväxter. Inga underarter finns listade i Catalogue of Life.